# Delphine Zingg
Pour les articles homonymes, voir Zingg.
Delphine Zingg est une actrice française.

## Filmographie
- 1991 : Annabelle partagée de Francesca Comencini : Annabelle
- 1994 : La Vengeance d'une blonde de Jeannot Szwarc : l'assistante de TV8
- 1997 : La Femme du cosmonaute de Jacques Monnet
- 1998 : Le Plaisir (et ses petits tracas) de Nicolas Boukhrief : Juliette
- 1998 : Julie Lescaut, saison 7, épisode 2 Bal masqué de Gilles Béhat (série tv) : l'infirmière
- 1998 : Electrons libres de Jean-Marc Moutout (court-métrage) : Manu
- 2000 : Une affaire de goût de Bernard Rapp : Nathalie
- 2001 : L'Afrance d'Alain Gomis : Myriam Bechet
- 2007 : Anna M. de Michel Spinosa : la secrétaire de l'hôpital
- 2007 : Andalucia d'Alain Gomis : Elle
- 2008 : Française de Souad El-Bouhati :  Evelyne
- 2009 : Suite noire, épisode Tirez sur le caviste d'Emmanuelle Bercot : la mère
- 2012 : Je me suis fait tout petit de Cécilia Rouaud : la femme du bar
- 2013 : Le Temps de l'aventure de Jérôme Bonnell : la passante médecin
- 2013 : Face à la mer d'Olivier Loustau (court-métrage) : Catherine
- 2014 : Le Jour où tout a basculé, épisode Rivalité cachée (Paillettes) de Cédric Derlyn (série tv) : Denise
- 2014 : Tiens-toi droite de Katia Lewkowicz : la bouchère
- 2014 : Vie sauvage de Cédric Kahn
- 2016 : Orpheline d'Arnaud des Pallières
- 2016 : Cueille le jour d'Alice Thiellement (court-métrage) : Jeanne
- 2018 : Normandie nue de Philippe le Guay : Michèle
- 2018 : Lola et ses frères de Jean-Paul Rouve : Marie, l'avocate

## Théâtre
- 1999 : Fantomas de Patrice Gauthier et Edith Scob d'après Marcel Allain et Pierre Souvestre, Café de la Maroquinerie